# Drahotuše
Drahotuše (Hranice IV-Drahotuše) jsou místní část města Hranice. Je zde evidováno 622 popisných čísel.

## Název
Městečko bylo pojmenováno podle hradu Drahotuš (1476: hrad Drahotúš ... s městečkem Drahotúšem). Jméno hradu bylo odvozeno od osobního jména Drahotúch a znamenalo „Drahotúchův (hrad)“. Nynější množné číslo pochází z toho, že jméno označovalo dvě sídla.

## Historie
První písemná zmínka o Drahotuších je z roku 1277, jako městečko jsou vedeny až od roku 1353 a jako město jsou značeny až od roku 1408. Drahotuše jsou součástí Hranic jako jejich místní část od 1. ledna 1976.
Původní městský znak Drahotuš je na pečeti z roku 1612, na němž je v pravé polovině děleného štítu polovina orlice a v polovině levé je věž se dvěma okny a cimbuřím. Později byl znak měněn až do nynější podoby.

## Pamětihodnosti
- Hrad Drahotuš se nachází v lesích nad Podhořím. Pod hradem je na cestě unikátní dochovaný kamenný most přes potok. Z hradu se dochovaly valy, příkopy, zbytky zdiva, zachovalé přízemí paláce a zbytky příkopů vnějších opevnění na přístupové straně hradu.[4]
- Barokní kostel svaté Anny a křížová cesta v ohradní zdi hřbitova.[5]
- Krucifix
- Domy čp. 3 a 113 na náměstí Osvobození
- Kostel svatého Vavřince

## Letiště – LKHN
Bezprostředně vedle Drahotuš se nalézá veřejné vnitrostátní letiště.

## Spolky a instituce
- Sbor dobrovolných hasičů Drahotuše byl založen v roce 1882 a od svého vzniku je největším spolkem v obci. Drahotušští hasiči každoročně pořádají pohárovou soutěž v požárním útoku o pohár V&K servis Drahotuše, zařazenou do memoriálu Leopolda Koutného Velké ceny OSH Přerov. Jejich činnost je pravidelná a stálá. V současné době mají 76 členů dospělých a 15 dětí. Každoročně se účastní hasičské soutěže – Velká cena okresu Přerov a mládež prokazuje svoji dovednost v soutěži – Okresní hry Plamen.
- Divadelní soubor Ventyl byl založen v roce 2013. Postupem času se transformoval na poloprofesionální divadlo. Má vlastní scénu o kapacitě více než 500 diváků, pravidelně uvádí nové hry. V letech 2016-24 zinscenoval 4 české premiéry. Jeho představení byly uvedeny na více než 80 místech v České republice i na Slovensku. Hostuje na profesionálních scénách, ve velkých kulturních domech, ale i v malých obcích. Je zařazován do divadelních předplatných po boku profesionálních divadel. Dramaturgie Ventylu se zaměřuje na kvalitní hry, které oslovují publikum svou hloubkou i zábavností.
- Knihovna
- Pošta
- Základní škola
- Divadelní soubor Tyl

## Rodáci a osobnosti spjaté s městem
- Šimon Podolský z Podolí (1561–1617), zeměměřič a kartograf, autor první příručky o měrách a vahách.
- František Sedláček (1882–1958), původně římskokatolický kněz, později kněz Církve československé, vězeň nacismu a moravský (olomoucký) biskup Církve československé.[6]
- Josef Hulva (1891–1977), římskokatolický kněz, rodák z Žimrovic, vězeň nacismu.[7]
- Marie Anežka von Coudenhove-Honrichs (1892–1977), česká šlechtična, řeholnice Kongregace sester těšitelek Božského Srdce Ježíšova.
- Václav Otáhal (1908–1942) – římskokatolický kněz, rodák z Horní Moštěnice, kaplanem v Drahotuších v letech 1936 až 1939. Zatčen nacisty 1. září 1939 v rámci Akce Albrecht I. Zemřel v koncentračním táboře Dachau 1. prosince 1942 na následky flegmóny.[7] Jeho jméno je uvedeno v seznamu českých katolických kněží a řeholníků perzekvovaných nacistickým režimem.
- Bohuslav Klíma (1925–2000), český archeolog, zabývající se obdobím paleolitu.
- Dalibor Janda (* 1953), český zpěvák a hudební skladatel.